# Ritzing (Burgenland)
Pour les articles homonymes, voir Ritzing (homonymie).
Ritzing est une commune autrichienne du district d'Oberpullendorf dans le Burgenland.